# Javier Pradera
Francisco Javier Pradera Gortázar (* 28. April 1934 in San Sebastián, Gipuzkoa, Baskenland, Spanien; † 20. November 2011 in Madrid) war ein spanischer Journalist, Verleger und politischer Aktivist.

## Leben
Praderas Großvater, ein Gründer der früheren konservativen spanischen Partei Bloque Nacional, und sein Vater wurden im Abstand von wenigen Tagen in San Sebastián zu Beginn des Spanischen Bürgerkriegs von spanischen Anarchisten getötet. Er schloss sein Jurastudium in Madrid an der Universidad Complutense mit einem cum-laude-Prädikat ab. Danach fand er in der Rechtsabteilung der spanischen Luftwaffe, dem Ejército del Aire, eine Anstellung.
Im Februar 1956 nahm Pradera an Studentenprotesten gegen das Franco-Regime in Madrid teil, wurde verhaftet und verlor seine Anstellung. Er stellte sich in der Folgezeit gegen die politischen Familientraditionen und trat der Partido Comunista de España (PCE) bei, die in der Zeit des Franco-Regimes in Spanien verboten war. Die Partei verließ er jedoch 1964 wieder, nachdem Jorge Semprún und Fernando Claudín aus der Partei ausgeschlossen worden waren. Er fand seine neue Heimat in anderen linken Gruppierungen des Landes.
Mit dem ersten sozialistischen Ministerpräsidenten aus der PSOE Felipe González verband ihn eine langjährige Freundschaft genauso, wie mit Jorge Semprún, der unter González Kulturminister wurde.

## Journalistische Tätigkeit
1976, nach Francos Tod, wurde Pradera Mitbegründer und Herausgeber der Madrider Tageszeitung El País. Bis zu seinem Tode blieb er Kolumnist und Herausgeber. Gleichzeitig war er Direktor des Verlags Editorial Alianza und Mitbegründer des Verlags Siglo XXI. Pradera und der baskische Philosoph Fernando Savater gründeten 1990 die Zeitschrift Claves de la Razon Práctica (Schlüssel zur praktischen Vernunft).
Seine letzte Kolumne erschien an seinem Todestag in El País mit dem Titel Al borde del abismo (Am Rande des Abgrund) und war eine Warnung vor den Gefahren der Europäischen Schuldenkrise für die Regierung des Landes.

## Auszeichnungen
- 2011: Auf Vorschlag von Ramón Jáuregui posthum die spanische Medalla al mérito constitucional.

## Veröffentlichungen
- Zusammen mit Santos Juliá und Joaquín Prieto: Memorias de la transición. Turus, Madrid 1996, ISBN 84-306-0036-1.